# بيت السفياني (يريم)

تعديل مصدري - تعديل

بيت السفياني هي إحدى قرى عزلة رعين بمديرية يريم التابعة لمحافظة إب، بلغ تعداد سكانها 828 نسمة حسب تعداد اليمن لعام 2004.